# Воинские звания и знаки различия Вооружённых сил Лаоса
В таблицах ниже представлены звания Народных вооружённых сил Лаоса. Как бывший французский доминион, Лаос унаследовал систему званий, аналогичную той, которая используется французскими Вооруженными Силами.
Дизайн знаков различия, введённых в 1975 г., во многом повторяет советские образцы, с двумя важными исключениями: 
1. старшие офицеры имеют широкие цветные полосы вместо двух узких полос, используемых в советской модели;
2. звёзды имеют одинаковый размер для всех чинов.

До революции использовались знаки различия, основанные на гибридной системе, сочетавшей американские, британские и французские элементы.

## Сухопутные войска
| Генералы и офицеры | Генералы и офицеры | Генералы и офицеры | Генералы и офицеры | Генералы и офицеры | Генералы и офицеры | Генералы и офицеры | Генералы и офицеры | Генералы и офицеры | Генералы и офицеры | Генералы и офицеры | Генералы и офицеры |
| Фельдмаршал        | Генерал            | Генерал-лейтенант  | Генерал-майор      | Бригадный генерал  | Полковник          | Подполковник       | Майор              | Капитан            | Лейтенант          | Второй лейтенант   |                    |
| лаос. ນາຍພົນ        | лаос. ພົນເອກ        | лаос. ພົນໂທ         | лаос. ພົນຕີ          | лаос. ພົນຈັດຕະວາ     | лаос. ພັນເອກ        | лаос. ພັນໂທ         | лаос. ພັນຕີ          | лаос. ຮ້ອຍເອກ       | лаос. ຮ້ອຍໂທ        | лаос. ຮ້ອຍຕີ         |                    |
| ------------------ | ------------------ | ------------------ | ------------------ | ------------------ | ------------------ | ------------------ | ------------------ | ------------------ | ------------------ | ------------------ | ------------------ |
|                    |                    |                    |                    |                    |                    |                    |                    |                    |                    |                    |                    |

|  |  |  |  |  |  |

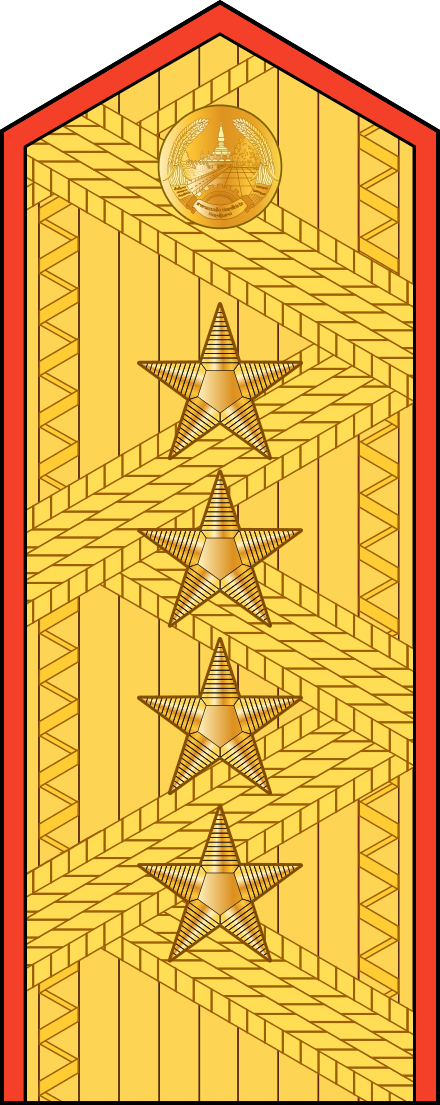
Погон генерала Сухопутных войск НВС Лаоса (1975-1983)
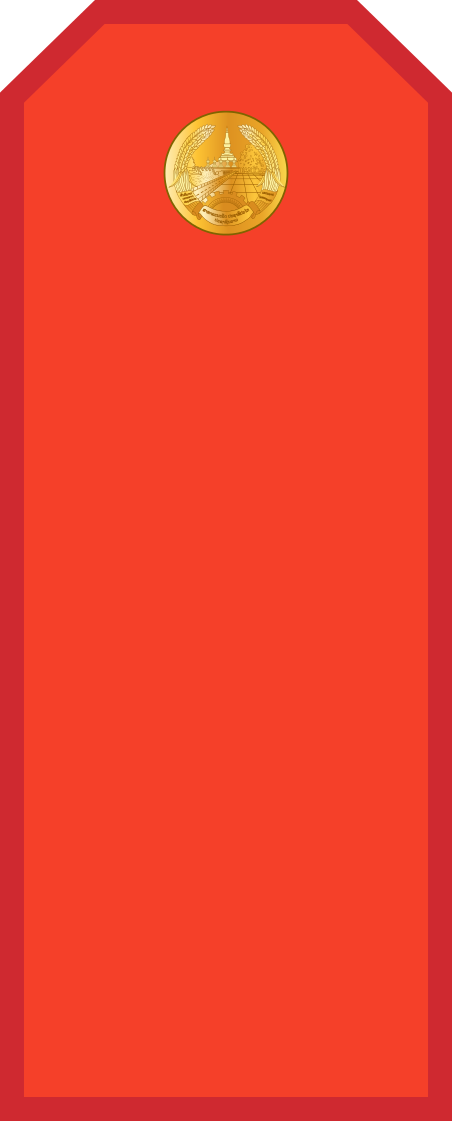
Погон рядового Сухопутных войск НВС Лаоса (1975-1983)

## Военно-воздушные силы
|  |  |  |  |  |  |  |  |  |  |

|  |  |  |  |  |  |

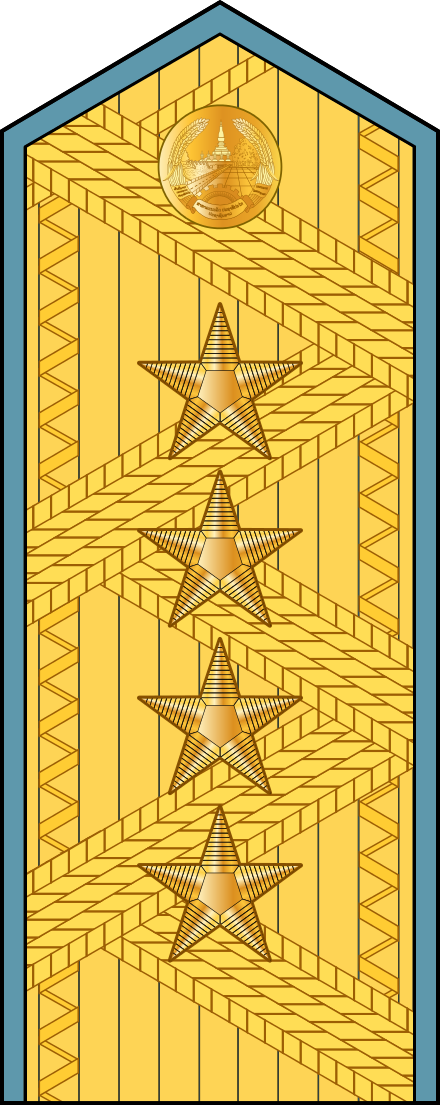
Погон генерала Военно-воздушных сил НВС Лаоса (1975-1983)
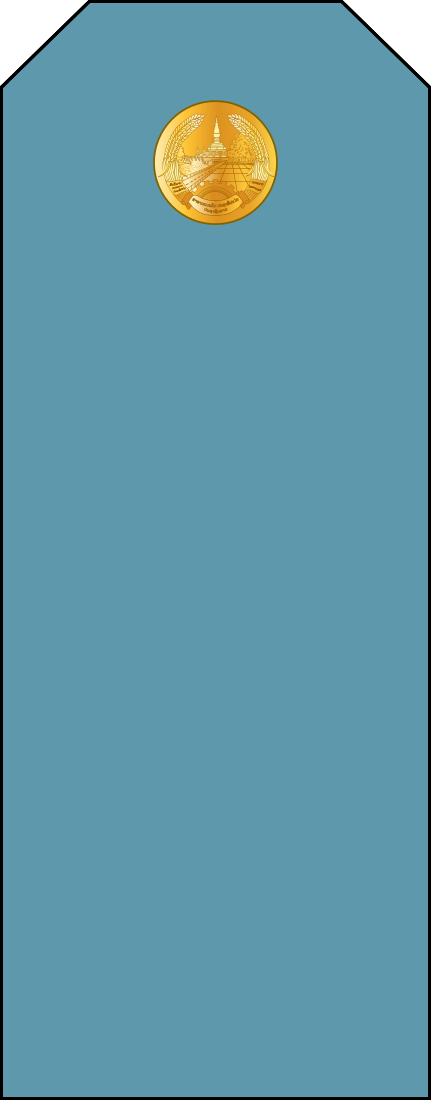
Погон рядового Военно-воздушных сил НВС Лаоса (1975-1983)

## Военно-речные силы
|  |  |  |  |  |  |  |  |  |  |

|  |  |  |  |  |  |

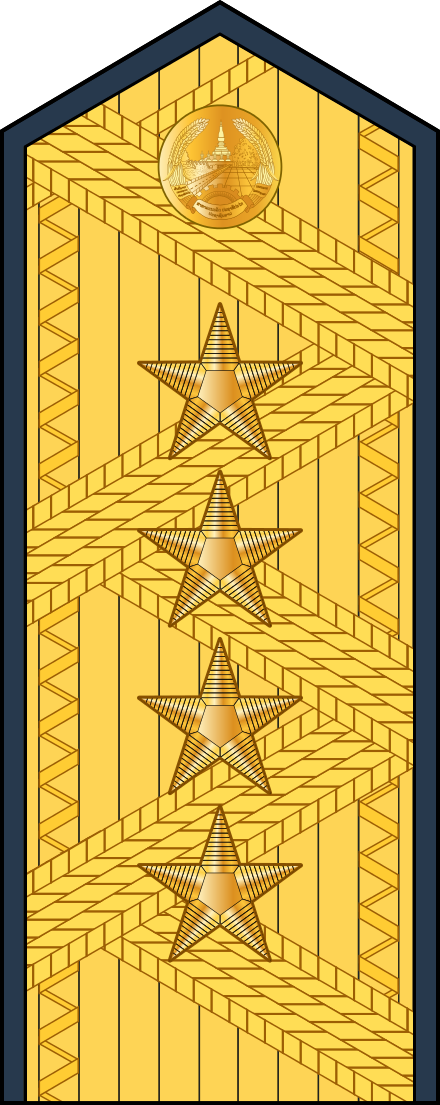
Погон генерала Военно-речных сил НВС Лаоса (1975-1983)
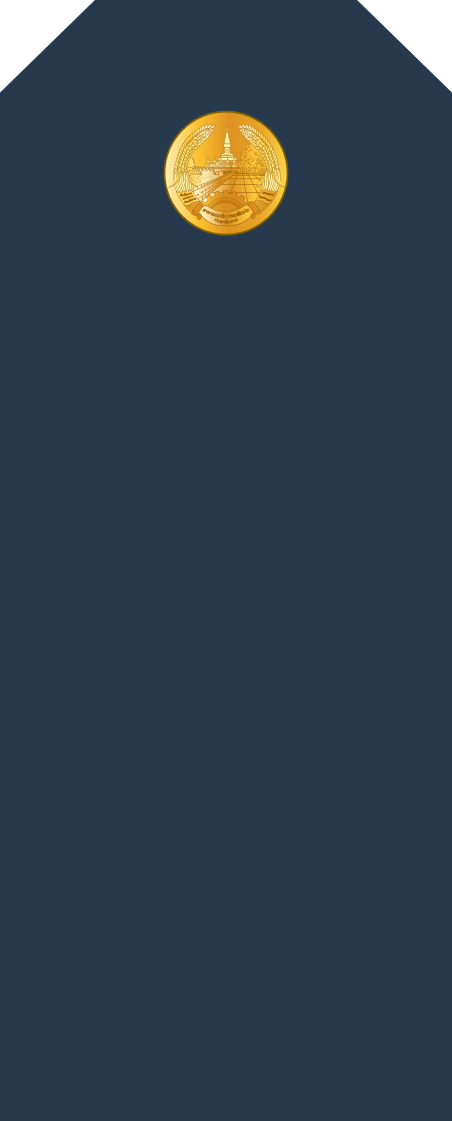
Погон рядового Военно-речных сил НВС Лаоса (1975-1983)

## Народное ополчение и силы самообороны
|  |  |  |  |  |  |  |  |  |  |

|  |  |  |  |  |  |

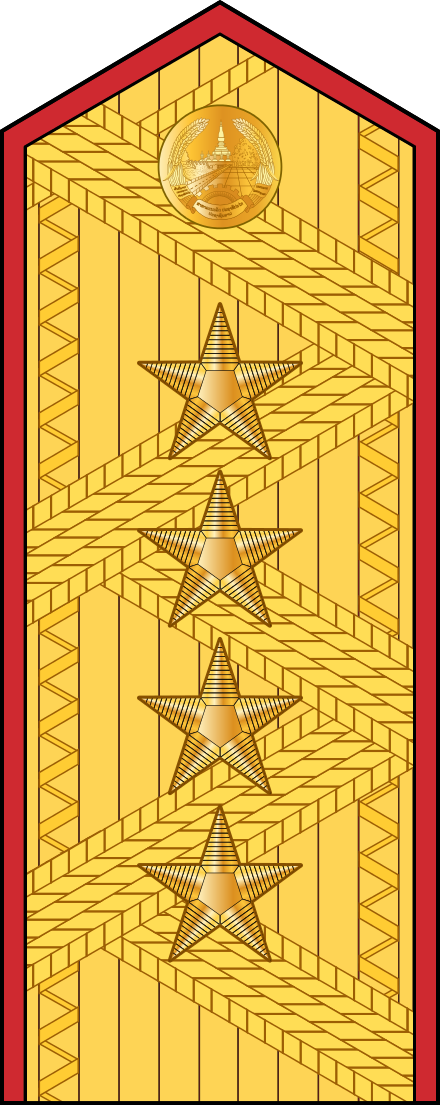
Погон генерала народного ополчения и сил самообороны ВНС Лаоса (1975-1983)
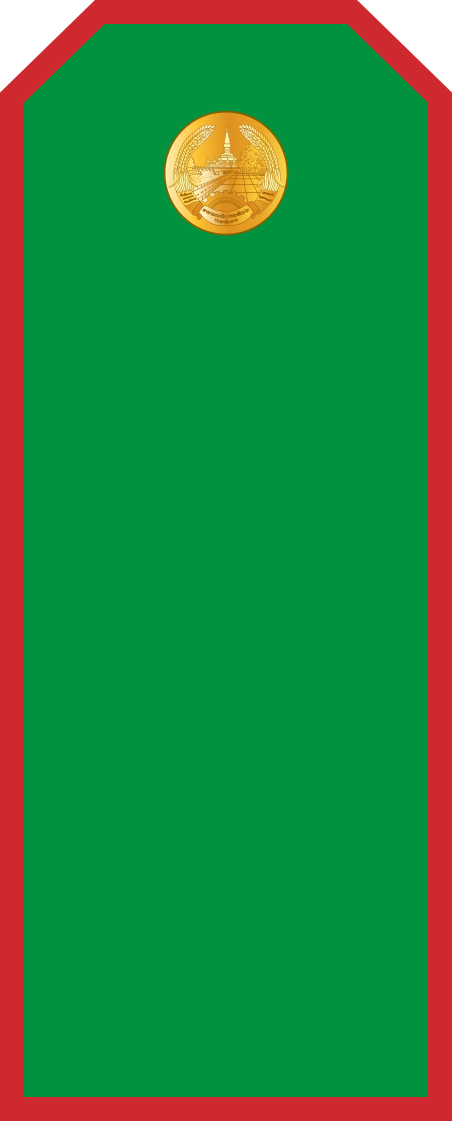
Погон рядового народного ополчения и сил самообороны ВНС Лаоса (1975-1983)

## Курсанты
| Курсанты           | Курсанты           | Курсанты           | Курсанты          |
| Курсант 4 курса    | Курсант 3 курса    | Курсант 2 курса    | Курсант 1 курса   |
| лаос. ຊັ້ນນັກຮຽນປີທີສາມ | лаос. ຊັ້ນນັກຮຽນປີທີສອງ | лаос. ຊັ້ນນັກຮຽນປີທີຫນຶ່ງ | лаос. ຊັ້ນນັກຮຽນປີກຽມ |
| ------------------ | ------------------ | ------------------ | ----------------- |
|                    |                    |                    |                   |